# SM U-11
El SM U-11, SM en alemany per: "Seiner Majestät" (en català : La seva Majestat) i U de Unterseeboot (en català: Submarí), que tot junt seria Submarí de sa Majestat,, era un dels 329 U-Boots de l'Imperi Alemany que van servir en la Marina Imperial Alemanya durant la Primera Guerra Mundial.
Va participar en dues operacions sense enfonsar cap vaixell.
Va ser enfonsat per unes mines prop de la costa bèlga en el 9 de desembre de 1914, i no va sobreviure cap dels seus ocupants.